# Filialkirche Hart (Feldkirchen in Kärnten)

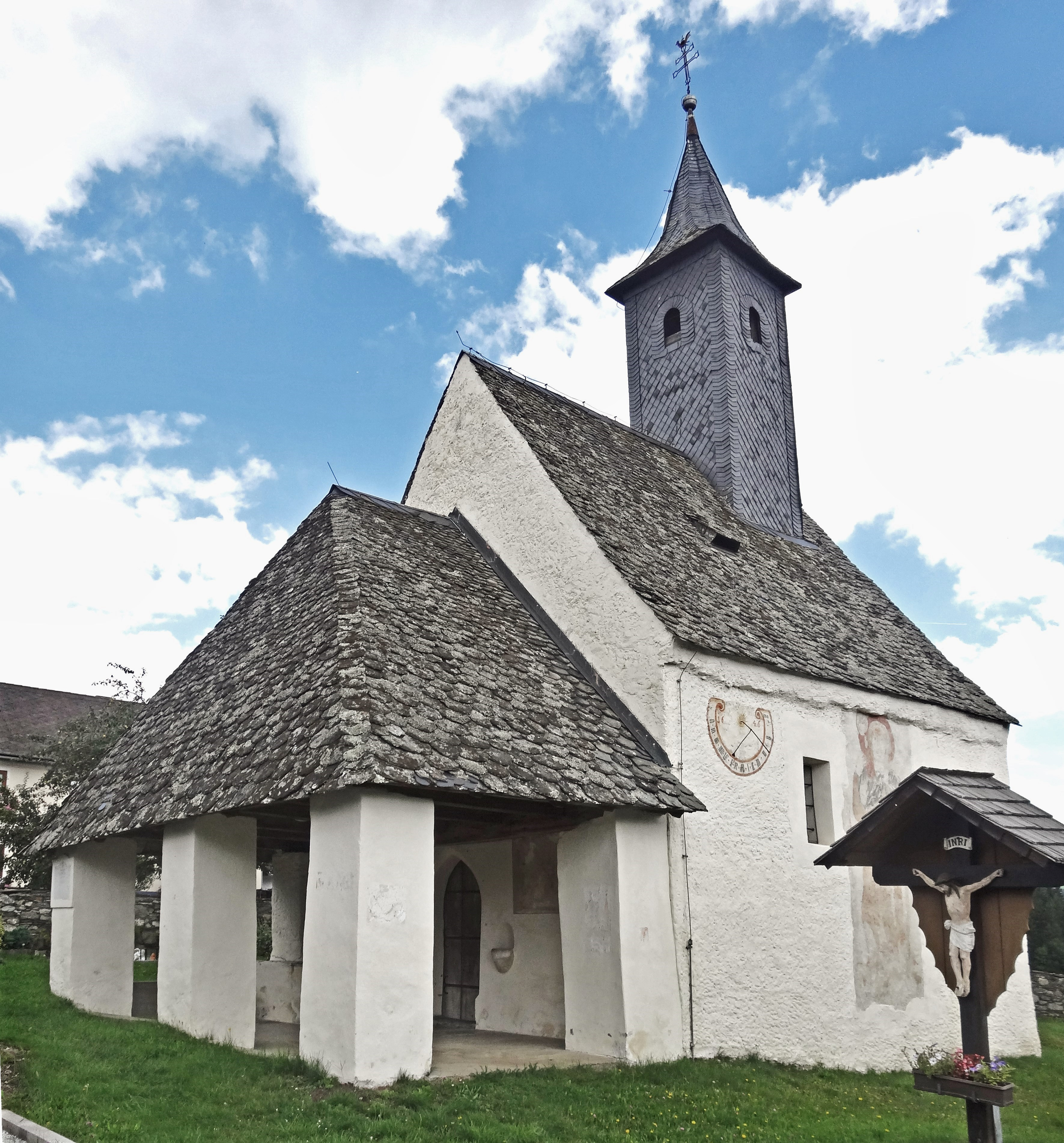
Das Harter Kirchlein, Ansicht von Südwesten

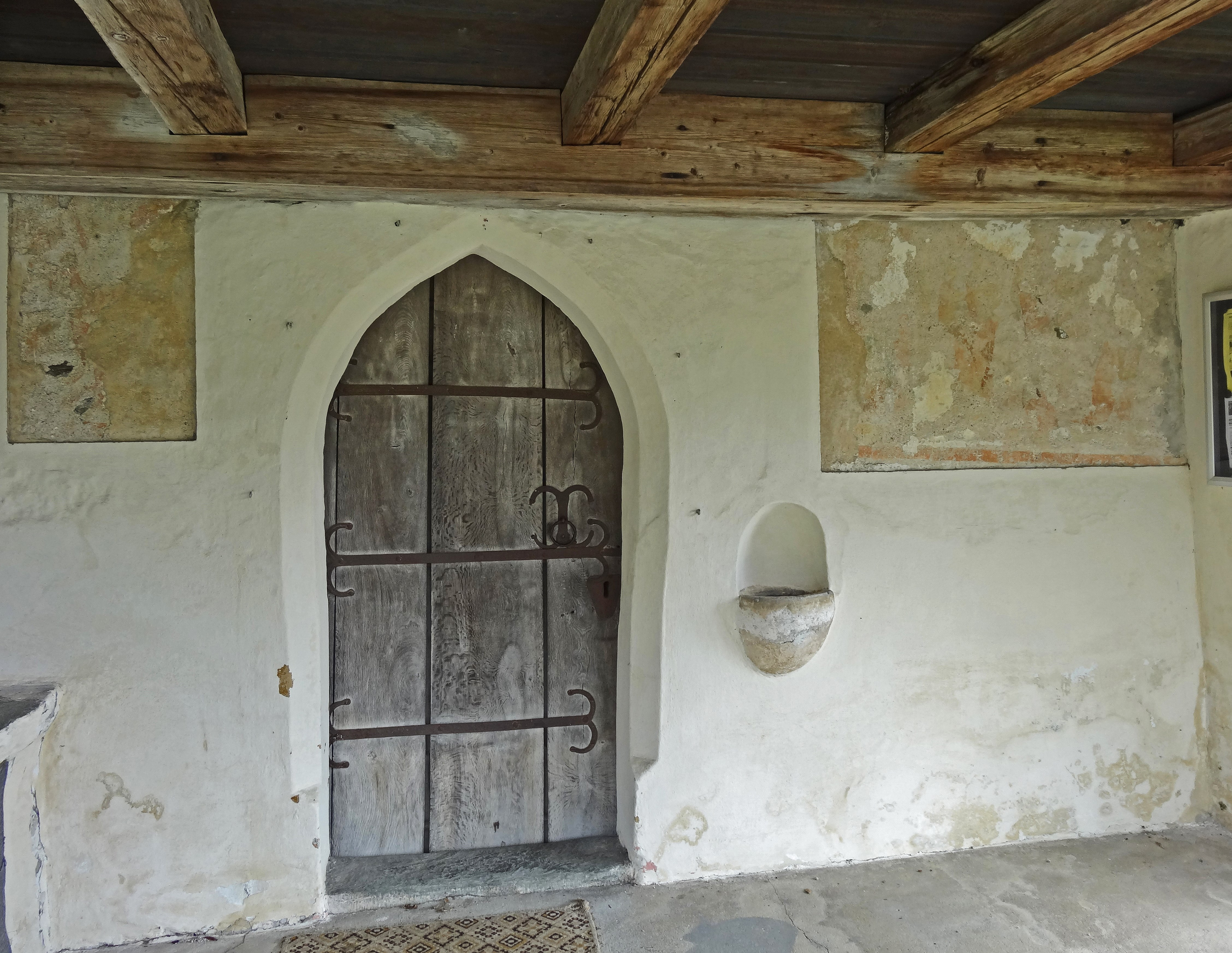
Das Portal unter der westlichen Vorlaube

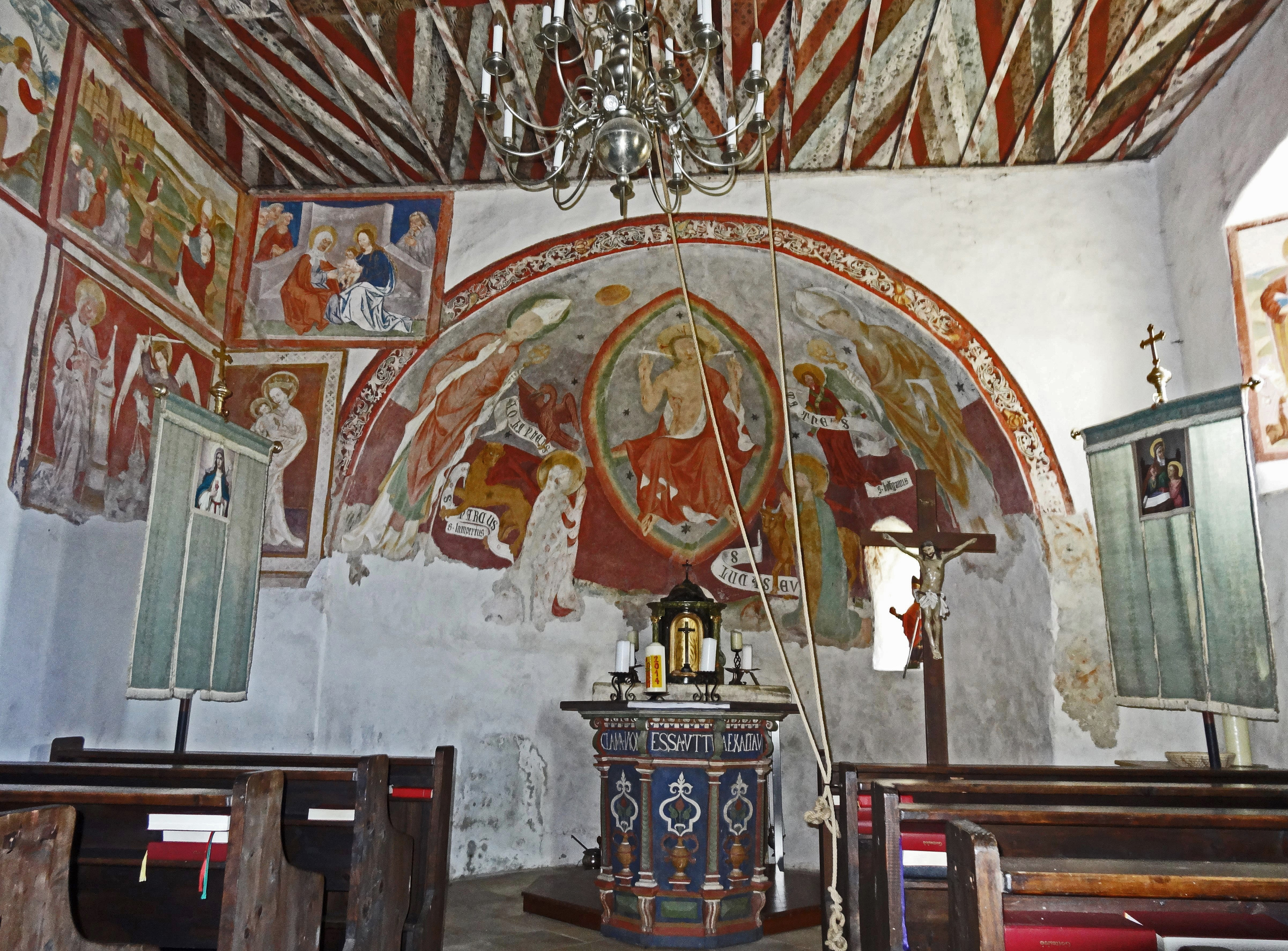
Innenansicht

Die bereits 1136 urkundlich erwähnte, kleine romanische Kirche Hl. Lambert in der Ortschaft Hart der Gemeinde Feldkirchen in Kärnten ist eine Filialkirche der römisch-katholischen Pfarre Klein St. Veit. Sie steht in einem von einer Mauer umgebenen Friedhof. Kirche und Friedhof stehen unter Denkmalschutz (Listeneintrag).

## Bauwerk
Eine Vorlaube mit drei mächtigen Pfeilern über der ganzen Breite der Westseite schützt das Eingangsportal. Dieses hat einen abgefasten Spitzbogen und eine eisenbeschlagene Holztüre. Beidseits des Portals befinden sich freigelegte Malereifragmente, die allerdings keine Details erkennen lassen (Abb. s. Commons). Über der Spitze des Daches der Apsis im Osten ist in der Wand ein fratzenhafter Steinkopf eingemauert. Die Dächer sind mit Ausnahme des Dachreiters steinplattlgedeckt. Die Turmspitze besteht aus einer Turmkugel, einem doppelarmigen Kreuz und einem Wetterhahn. An der Südwand sind ein Christophorus-Fresko und eine Sonnenuhr von 1646 zu sehen.

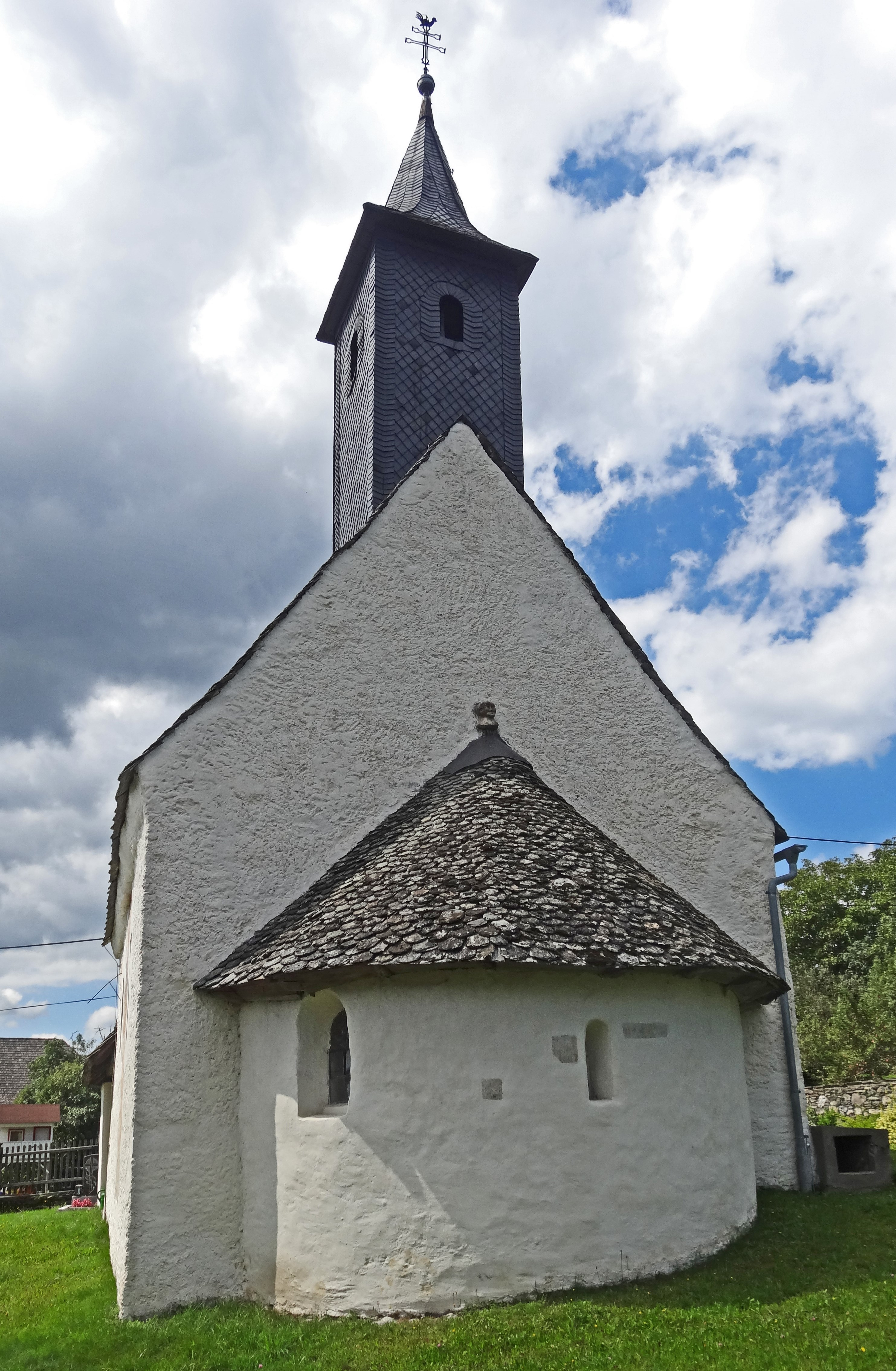
Ansicht von Osten
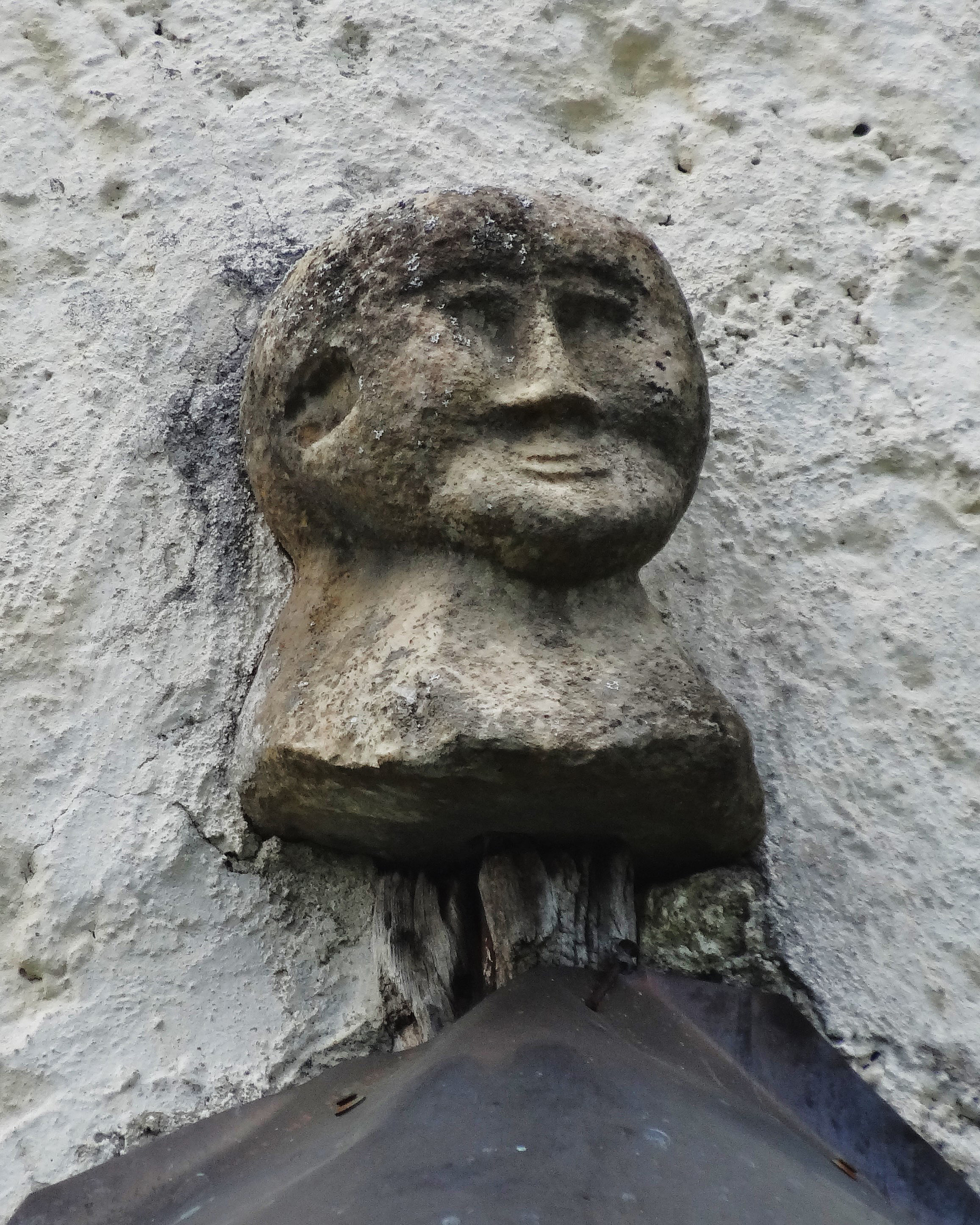
Nach Osten blickender Steinkopf über der Apsis
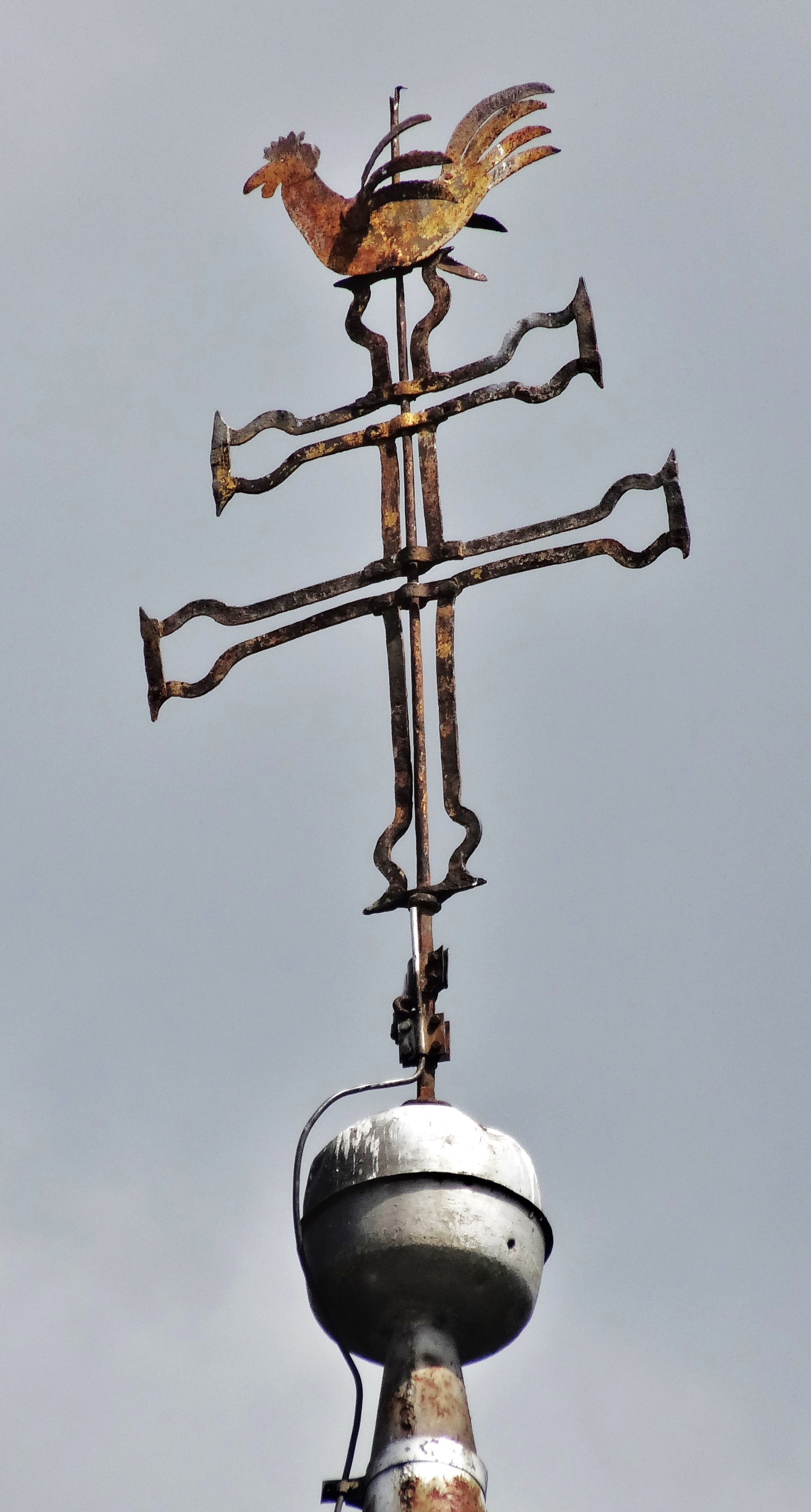
Wetterhahn auf dem Dachreiter
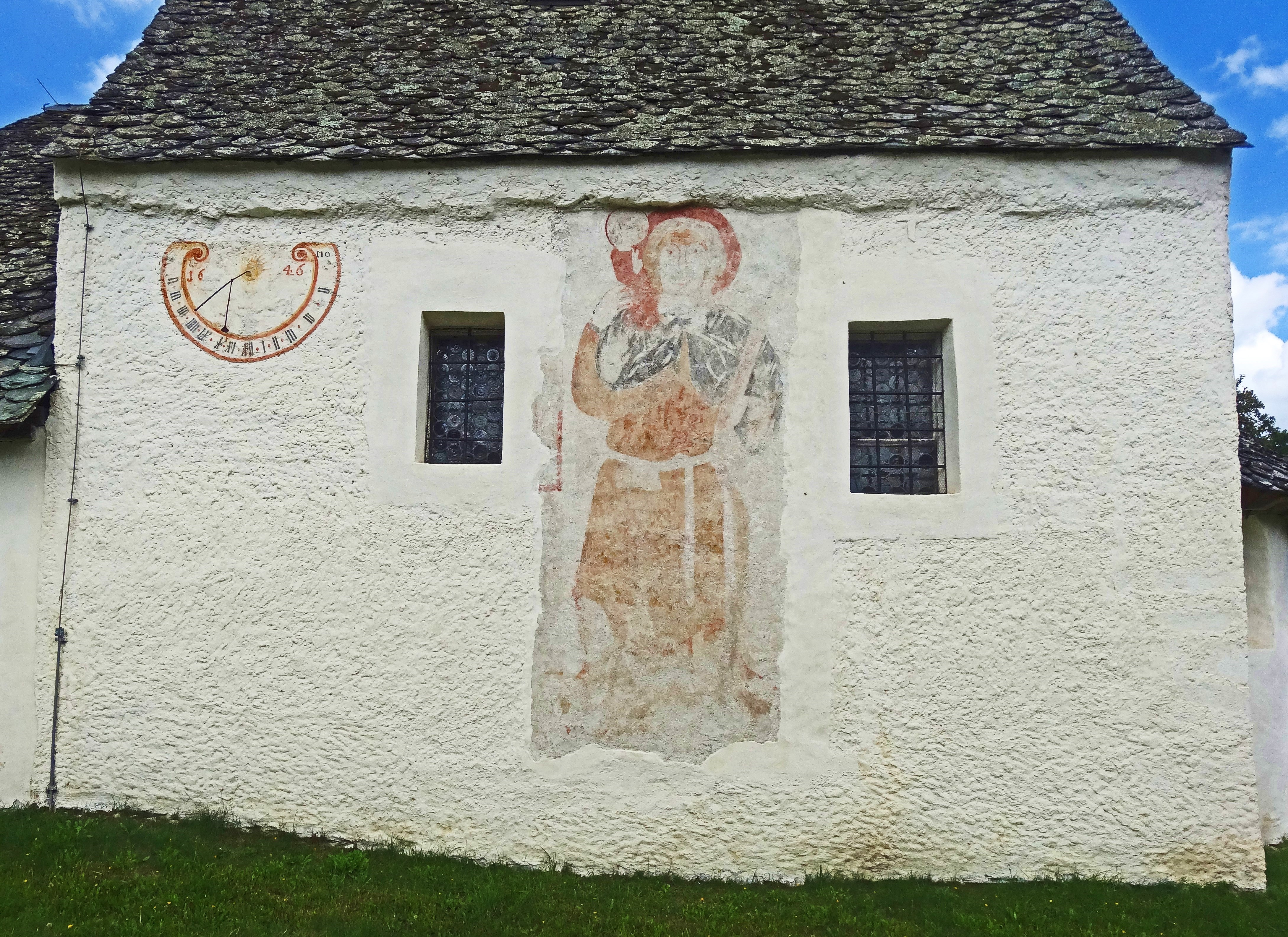
Südliche Außenwand mit Christophorus-Fresko und Sonnenuhr

## Innenausstattung

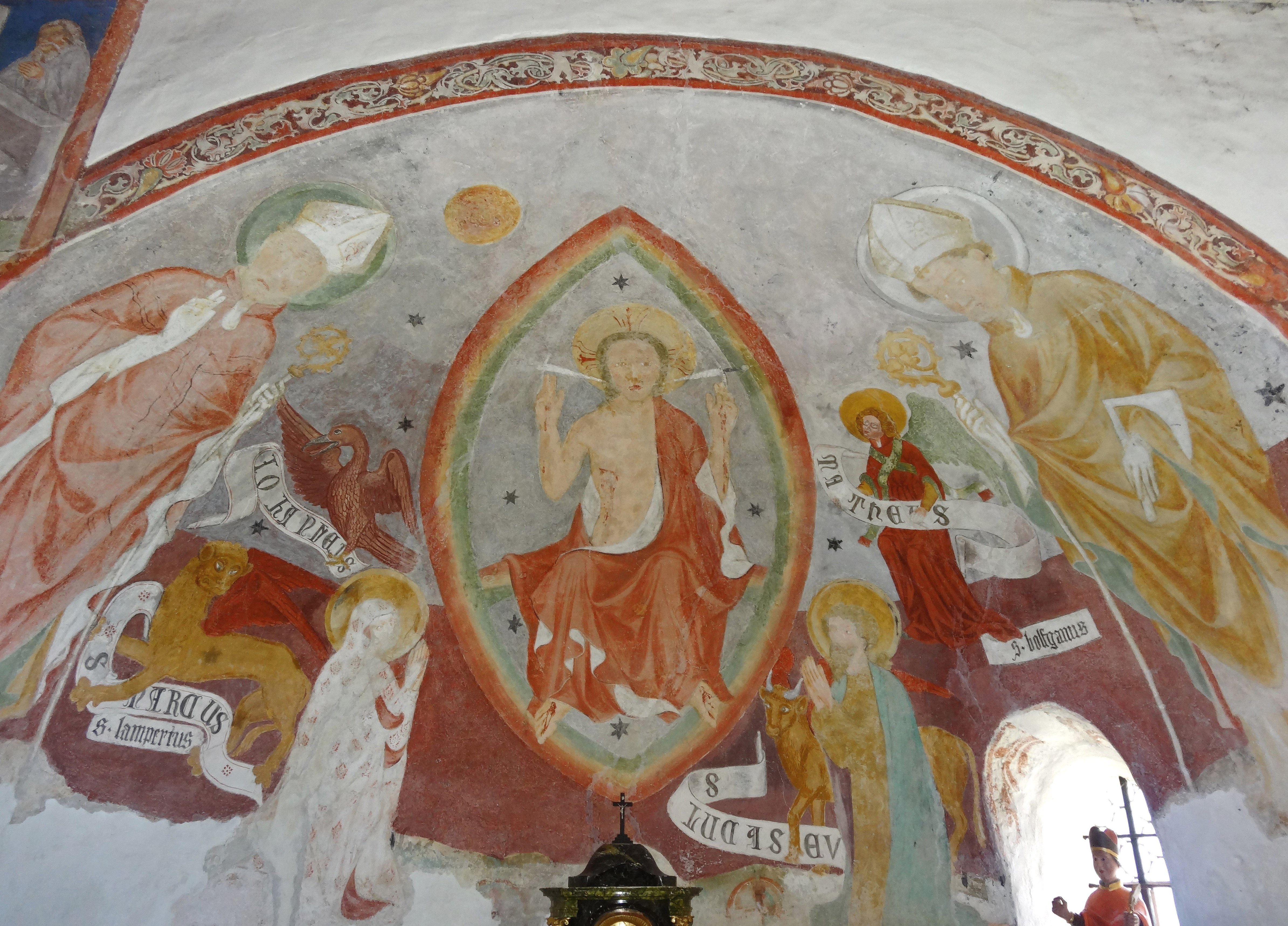
Christus in der Mandorla, Fresko in der Apsis

Die flache Holzdecke und die Empore sind mit farbiger, geometrischer Schablonenmalerei vom beginnenden 16. Jahrhundert gestaltet. Die erhaltenen Fresken sind aus verschiedenen Zeiten: u. a. an der Nordwand der Tod Mariens, signiert 1514, und die heilige Barbara von 1470/80. Bemerkenswert ist auch das Fresko des hl. Dionysius, im Hintergrund die erzählerische Darstellung der Legende um seinen Märtyrertod. In der Rundapsis ist Christus in einer regenbogenfarbenen Mandorla, umgeben von den vier Evangelisten und flankiert von den Heiligen Lambert und Wolfgang abgebildet (1410/20). An der Südwand ist der geschnitzte, barocke Aufsatz eines Marienaltars mit einer Madonna mit Kind, zu beiden Seiten die Heiligen Margareta mit Drachen und Barbara mit Kelch, angebracht.

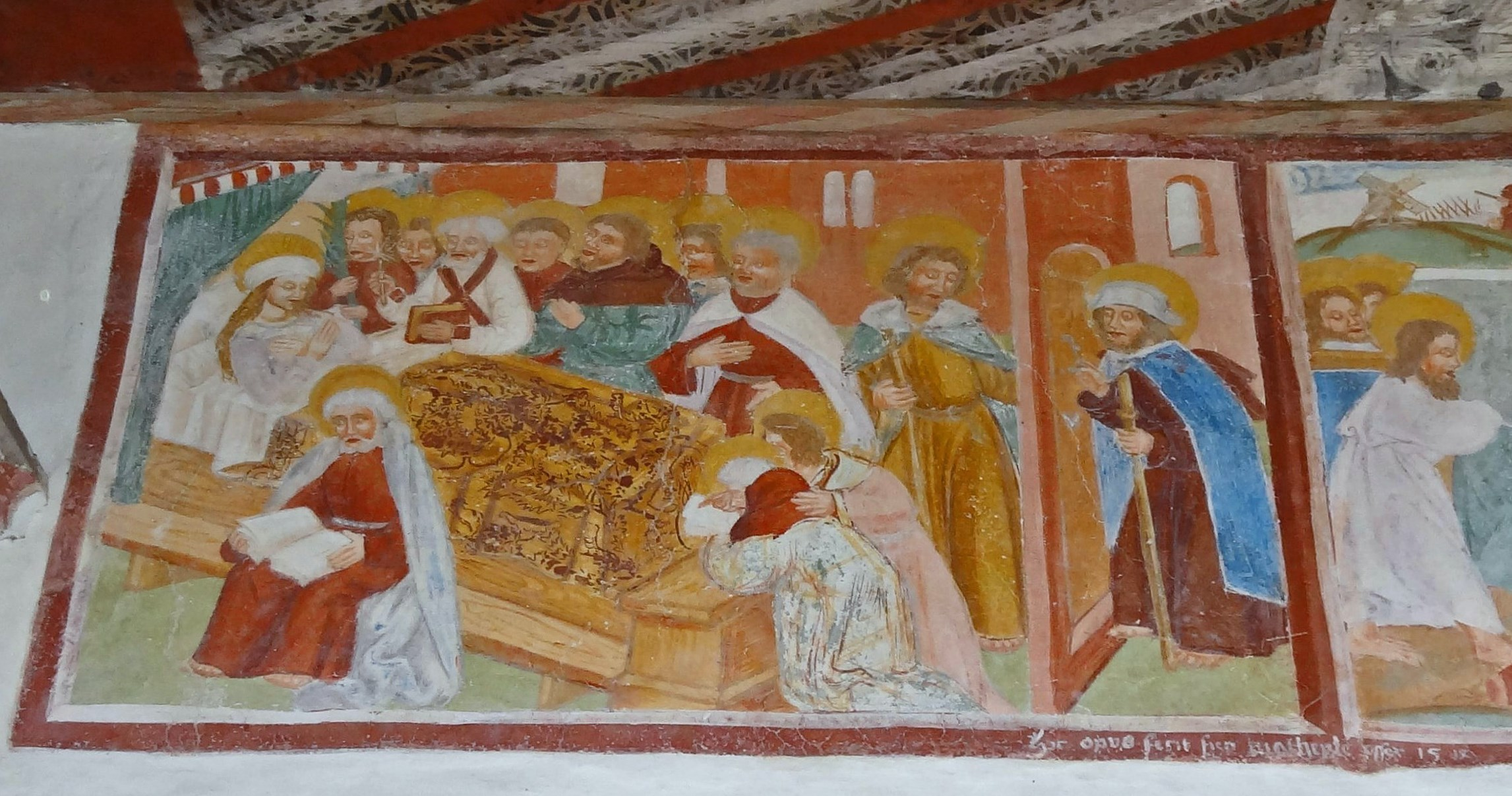
Teilansicht der Fresken an der Nordwand: Tod Mariens
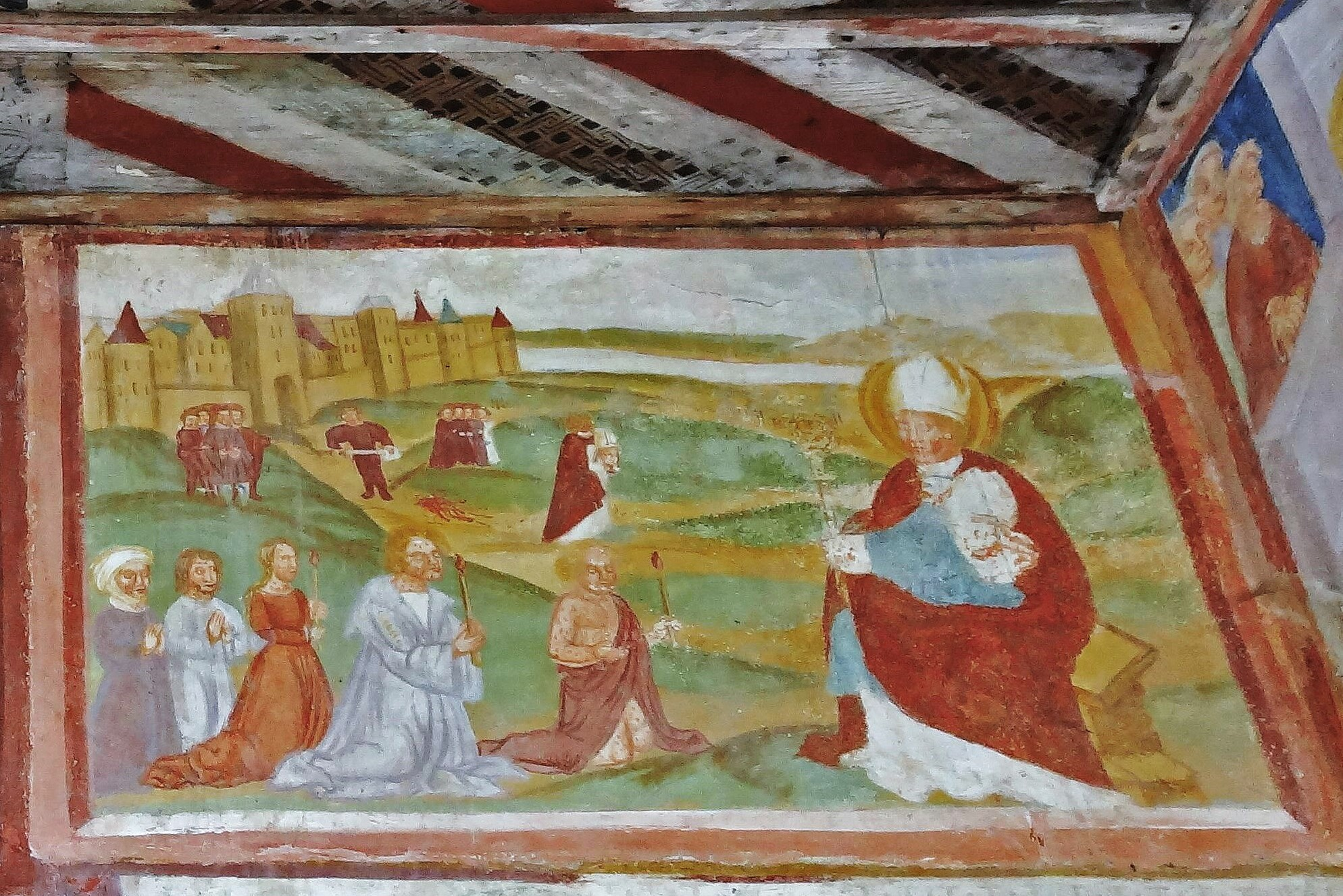
Teilansicht der Fresken an der Nordwand: hl. Dionysius
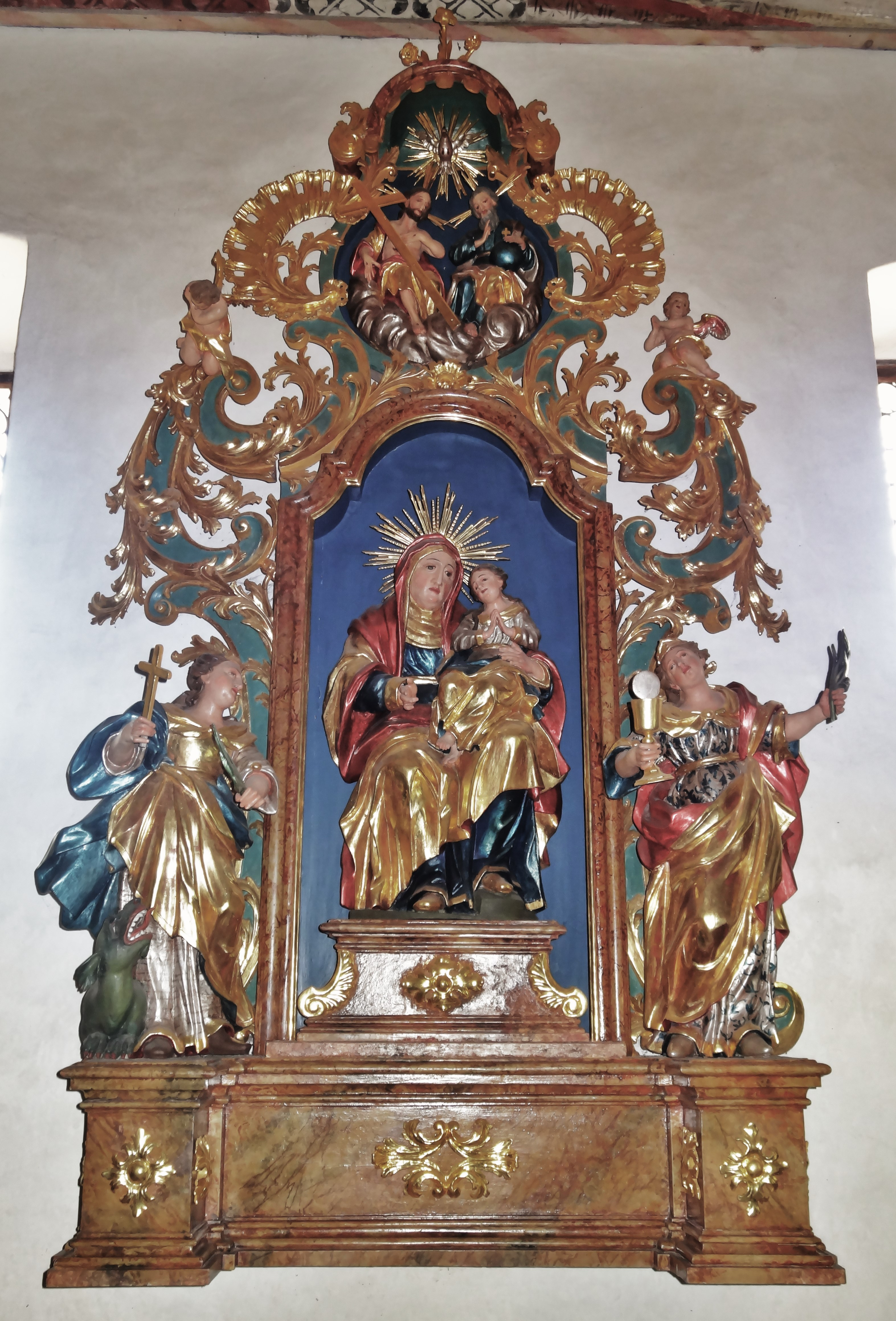
Barocker Altaraufsatz an der Südwand